# HMS Invincible (1980)
HMS Invincible was het naamschip van de Invincibleklasse, een klasse van drie lichte vlootvliegdekschepen van de Royal Navy.
Het schip werd gebouwd van 1973 tot 1980 en is in 2005 uit dienst gesteld.

## Falklandoorlog
De bouwkosten van de Invincible vielen hoger uit dan verwacht en vormden een extra belasting van de defensiebegroting. Aangezien de regering van Margaret Thatcher had besloten de Polaris-onderzeeboten te vervangen door dure Trident-onderzeeboten, moest er hoe dan ook bezuinigd worden op de begroting.
Op 25 februari 1982 werd bekendgemaakt dat Australië het schip zou kopen als vervanging van HMAS Melbourne. De verkoop stuitte in beide landen op kritiek: in Australië vond men de aankoop te duur en in Groot-Brittannië werd deze uitverkoop van de Royal Navy niet alleen bekritiseerd, maar was men ook van mening dat er een te lage prijs bedongen was.
Op 2 april 1982 bezette Argentinië de Falklandeilanden. Dit betekende het begin van de Falklandoorlog. Op 5 april 1982 zette een vloot die onder meer bestond uit de Invincible en Hermes, koers naar het zuiden van de Atlantische Oceaan. Op 20 mei 1982 werd een wapenstilstand getekend en in juli 1982 werd bekendgemaakt dat de voorgenomen verkoop van de Invincible was geannuleerd. De Falklandoorlog was direct van invloed op de samenstelling van de Britse strijdkrachten.